# The Overview
The Overview (stilizirano TH5 OV5RV95W) osmi je studijski album britanskoga glazbenika Stevena Wilsona. Diskografska kuća Fiction Records objavila ga je 14. ožujka 2025. Sadrži dvije pjesme (od kojih svaka traje dvadesetak minuta) i, za razliku od prijašnjih dvaju albuma na kojima je bio izraženiji utjecaj elektroničke glazbe, žanrovski pripada progresivnom rocku.

## O albumu
The Overview je konceptualni album o kognitivnom pomaku koji potiče pogled na Zemlju iz svemira. Taj je koncept nadahnuo zvuk albuma, za koji je Wilson izjavio da je nalik na zvuk izvođača kao što su Pink Floyd, Tangerine Dream i Vangelis, ali u „današnjem kontekstu”. Wilson je komentirao da je uradak više nadahnut progresivnim rockom od njegovih nedavnih radova zato što je tema albuma odgovarala tom žanru.
Dana 25. veljače 2025. pjesme s albuma premijerno su izvedene u BFI IMAX-u uz popratni film Milesa Skarina. Uz sam je album objavljena i proširena inačica uratka pod imenom The Alterview, koja sadrži dodatnih sat vremena glazbe. Wilson je podržao album promidžbenom turnejom koja je počela 1. svibnja 2025. u Stockholmu; to je prva samostalna turneja na koju je otišao od 2019.

## Popis pjesama
Tekstovi: Steven Wilson; tekst za pjesmu „Objects Outlive Us” napisao je s Andyjem Partridgeom, glazba: Wilson.
| 1.    | »Objects Outlive Us« - »No Monkey's Paw« - »The Buddha of the Modern Age« - »Objects: Meanwhile« - »The Cicerones« - »Ark« - »Cosmic Sons of Toil« - »No Ghost on the Moor« - »Heat Death of the Universe« | 23:19 |
| 2.    | »The Overview« - »Perspective« - »A Beautiful Infinity I« - »Borrowed Atoms« - »A Beautiful Infinity II« - »Infinity Measured in Moments« - »Permanence«                                                   | 18:21 |
| 41:40 | |       |

| The Alterview (drugi disk na proširenoj inačici albuma) | The Alterview (drugi disk na proširenoj inačici albuma) | The Alterview (drugi disk na proširenoj inačici albuma) | The Alterview (drugi disk na proširenoj inačici albuma) | The Alterview (drugi disk na proširenoj inačici albuma) | The Alterview (drugi disk na proširenoj inačici albuma) | The Alterview (drugi disk na proširenoj inačici albuma) | The Alterview (drugi disk na proširenoj inačici albuma) | The Alterview (drugi disk na proširenoj inačici albuma) | The Alterview (drugi disk na proširenoj inačici albuma) |
| Br.                                                     | Skladba                                                 | Trajanje                                                |                                                         |                                                         |                                                         |                                                         |                                                         |                                                         |                                                         |
| ------------------------------------------------------- | ------------------------------------------------------- | ------------------------------------------------------- | ------------------------------------------------------- | ------------------------------------------------------- | ------------------------------------------------------- | ------------------------------------------------------- | ------------------------------------------------------- | ------------------------------------------------------- | ------------------------------------------------------- |
| 1.                                                      | »Orchestral Objects«                                    | 23:19                                                   |                                                         |                                                         |                                                         |                                                         |                                                         |                                                         |                                                         |
| 2.                                                      | »Beautiful Infinity« (rana inačica)                     | 4:48                                                    |                                                         |                                                         |                                                         |                                                         |                                                         |                                                         |                                                         |
| 3.                                                      | »Unused Objects«                                        | 11:42                                                   |                                                         |                                                         |                                                         |                                                         |                                                         |                                                         |                                                         |
| 4.                                                      | »No Ghost On The Moor« (drukčija inačica)               | 7:11                                                    |                                                         |                                                         |                                                         |                                                         |                                                         |                                                         |                                                         |
| 5.                                                      | »Permanence« (proširena inačica)                        | 13:27                                                   |                                                         |                                                         |                                                         |                                                         |                                                         |                                                         |                                                         |
| 60:26                                                   |                                                         |                                                         |                                                         |                                                         |                                                         |                                                         |                                                         |                                                         |                                                         |

## Recenzije
| Zbirne ocjene   | Zbirne ocjene |
| Izvor           | Ocjena        |
| --------------- | ------------- |
| AnyDecentMusic? | 7,8/10        |
| Metacritic      | 82/100        |
| Recenzije       |               |
| Izvor           | Ocjena        |
| AllMusic        | [ 8 ]         |
| Clash           | 8/10          |
| Classic Rock    | [ 10 ]        |
| The Irish Times | [ 11 ]        |
| Mojo            | [ 12 ]        |
| Sputnikmusic    | 2,9/5         |

Dobio je uglavnom pozitivne kritike. Na Metacriticu, koji glazbenim uradcima daje ocjenu od 0 do 100 na temelju prosječne ocjene recenzenata raznih publikacija, dobio je ukupno 82 boda na temelju osam recenzija, što označava „opće priznanje”.
Tom Doyle dao mu je četiri zvjezdice od njih pet u recenziji za časopis Mojo i napisao je: „Wilsonu se valja diviti jer je smjelo zakoračio u ona područja proga koja se njegovi suvremenici boje posjetiti. Odvažnošću na Overviewu osigurao si je status proga oca, ali i savezništvo s onim vizionarima za pultovima za miksanje kojima se toliko divio u mladosti. Premda se neki dijelovi neće svidjeti svakom nepcu zbog trenutaka na kojima [Wilson] ugađa samom sebi, svakako treba pohvaliti njegovu iznimnu ambicioznost i dojmljivu smjelost.” Ed Power dao mu je jednaku ocjenu u osvrtu za The Irish Times napisavši da album „zvuči kao neki od boljih filmova Christophera Nolana pretočen u glazbu: zakrivljen je, pretenciozan i pomalo smiješan” te dodavši da ga ambicija „čini jedinstveno prekrasnim”. Zaključio je da će „obiljem prog-pirotehnike opčiniti ljubitelje žanra”.
U osvrtu za The Guardian Alexis Petridis naslovnu je pjesmu proglasio „neočekivanom, ali trijumfalnom” i dodao je da „sadrži svaki zamislivi [glazbeni] utjecaj – od techna koji podsjeća na Warp Records preko melankolije Floyda do razdragana i pretjerana prog-metala, ali za divno čudo, sve nekako funkcionira”. Chris Roberts dao mu je četiri i pol zvjezdice od njih pet u recenziji za časopis Classic Rock i komentirao je da album „nije toliko povratak u formu (Wilson nikad nije ni izišao iz nje) koliko je povratak punomasnu, neobranu progu kojem je čovjek čiji je rad s Porcupine Treejem žanru priskrbio dobar glas”.

## Zasluge
| Glazbenici - Steven Wilson – vokal, klavijatura (na objema pjesmama); akustična bas-gitara (na pjesmi „Objects Outlive Us”); glasovir, bas-gitara, gitara, akustična gitara (na objema pjesmama); gudaća glazbala, harmonij, udaraljke (na pjesmi „Objects Outlive Us”); dizajn zvuka, programiranje bubnjeva, pljesak, čelesta (na pjesmi „The Overview”); produkcija, miksanje - Randy McStine – dizajn zvuka (na objema pjesmama); efekti, vokal (na pjesmi „Objects Outlive Us”); gitara, prateći vokal (na objema pjesmama); Moogov sintesajzer, ukulele (na pjesmi „The Overview”) - Russell Holzman – bubnjevi (na pjesmi „Objects Outlive Us”) - Adam Holzman – melotron (na pjesmi „Objects Outlive Us”); Hammondove orgulje, glasovir, modularni sintesajzer (na objema pjesmama); Rhodesov glasovir (na pjesmi „Objects Outlive Us”); Moogov sintesajzer (na pjesmi „The Overview”) - Willow Beggs – vokal (na pjesmi „Objects Outlive Us”) - Theo Travis – saksofon, ambijentalna flauta (na pjesmi „Objects Outlive Us”); sopranski saksofon (na pjesmi „The Overview”) - Rotem Wilson – glas (na pjesmi „The Overview”) - Niko Conev – solistička dionica na gitari (na pjesmi „The Overview”) - Craig Blundell – bubnjevi (na pjesmi „The Overview”) | Ostalo osoblje - Hajo Müller – ilustracije - Carl Glover – dizajn - Kevin Westenberg – fotografija |

## Ljestvice
| Ljestvica                                    | Najviša pozicija |
| -------------------------------------------- | ---------------- |
| Australija                                   | 53.              |
| Austrija (Ö3 Austria)                        | 3.               |
| Belgija (Flandrija)                          | 11.              |
| Belgija (Valonija)                           | 6.               |
| Finska                                       | 12.              |
| Francuska (SNEP)                             | 21.              |
| Italija                                      | 9.               |
| Nizozemska (Album Top 100)                   | 3.               |
| Njemačka (Offizielle Top 100)                | 1.               |
| SAD (Billboard 200)                          | 139.             |
| SAD (Independent Albums)                     | 23.              |
| SAD (Top Rock & Alternative Albums)          | 29.              |
| Škotska (OCC)                                | 1.               |
| Španjolska (PROMUSICAE)                      | 10.              |
| Švedska                                      | 47.              |
| Švicarska (Schweizer Hitparade)              | 3.               |
| Ujedinjeno Kraljevstvo (OCC)                 | 3.               |
| Ujedinjeno Kraljevstvo (Independent Albums)  | 1.               |
| Ujedinjeno Kraljevstvo (Rock & Metal Albums) | 1.               |